# Pseudoblias
Pseudoblias is een geslacht van eenoogkreeftjes uit de familie van de Chondracanthidae. De wetenschappelijke naam van het geslacht is voor het eerst geldig gepubliceerd in 1962 door Heegaard.

## Soorten
- Pseudoblias lyrifera Heegaard, 1962